# Honda NSF250R
La Honda NSF250R est une moto de course conçue pour participer à la catégorie Moto3 du championnat du monde de vitesse moto.

## Caractéristiques techniques
La NSF250R est basée sur la RS125R qui a participé au Championnat du monde dans la catégorie 125 cm3. Le châssis est également une adaptation de ce modèle, avec des modifications apportées pour s'adapter à un encombrement et un poids supérieur du moteur.
Le moteur est un monocylindre quatre temps, d'une cylindrée de 249 cm3 avec quatre soupapes. L'agencement du cylindre est inversée par rapport à la technique habituellement utilisée, de sorte que l'admission se fait par l'avant et l'échappement par l'arrière. Une autre particularité est son angle d'inclinaison qui est de 15 degrés vers l'arrière, pour une meilleure centralisation des masses.
Le modèle a été présenté en juin 2011.